# Gadsden (Arizona)
Pour les articles homonymes, voir Gadsden.
Gadsden est une census-designated place du comté de Yuma, dans l'État de l'Arizona, aux États-Unis. En 2020, elle compte une population de 571 habitants.